# Жак Ріветт
Жак Ріве́тт (фр. Jacques Rivette, фр.: [ʒak ʁivɛt]; нар. 1 березня 1928, Руан, Франція — пом. 29 січня 2016, Париж, Франція) — французький кінорежисер та кінокритик, один із засновників течії «нова хвиля» у французькому кінематографі.

## Біографія
Жак П'єр Луї Ріветт народився 1 березня 1928 року в Руані, в сім'ї, де усі були фармацевтами. Навчався в ліцеї П'єра Корнеля, потім вивчав літературу в Університеті Руану, але згодом кинув навчання, вирішивши присвятити себе кіно. За книгою Жана Кокто «Красуня і Чудовисько» Ріветт створив свій перший короткометражний фільм «Aux Quatre Coins» (1949) і поїхав з ним підкорювати Париж. Проте провалився на усному іспиті до Інституту вищих кінематографічних досліджень (IDHEC, зараз La femis). Намагався продовжити навчання в Сорбонні, потім у паризькому Інституті Кінематографії, але кинув і їх. Як сінефіл, Ріветт постійно зустрічав у Паризькій сінематеці Ж.-Л. Годара, Ф. Трюффо, Е. Ромера, які незабаром склали нову хвилю у французькому кіно (Трюффо визнавав, що нова хвиля з'явилася на світ завдяки саме Ріветту). У 1950 році разом з Ромером заснував Кіногазету (фр. Gazette du cinéma). Як критик з 1952-го року постійно виступав у Les Cahiers du cinema, від 1963 до 1965 року був головним редактором журналу.
Ріветт працював асистентом у Ж. Беккера і Ж. Ренуара, також зазнав помітного впливу експериментальних теорій Жана Руша. Зробив декілька короткометражок, у 1960-му році зняв свій перший повнометражний фільм Париж належить нам.

## Творчість

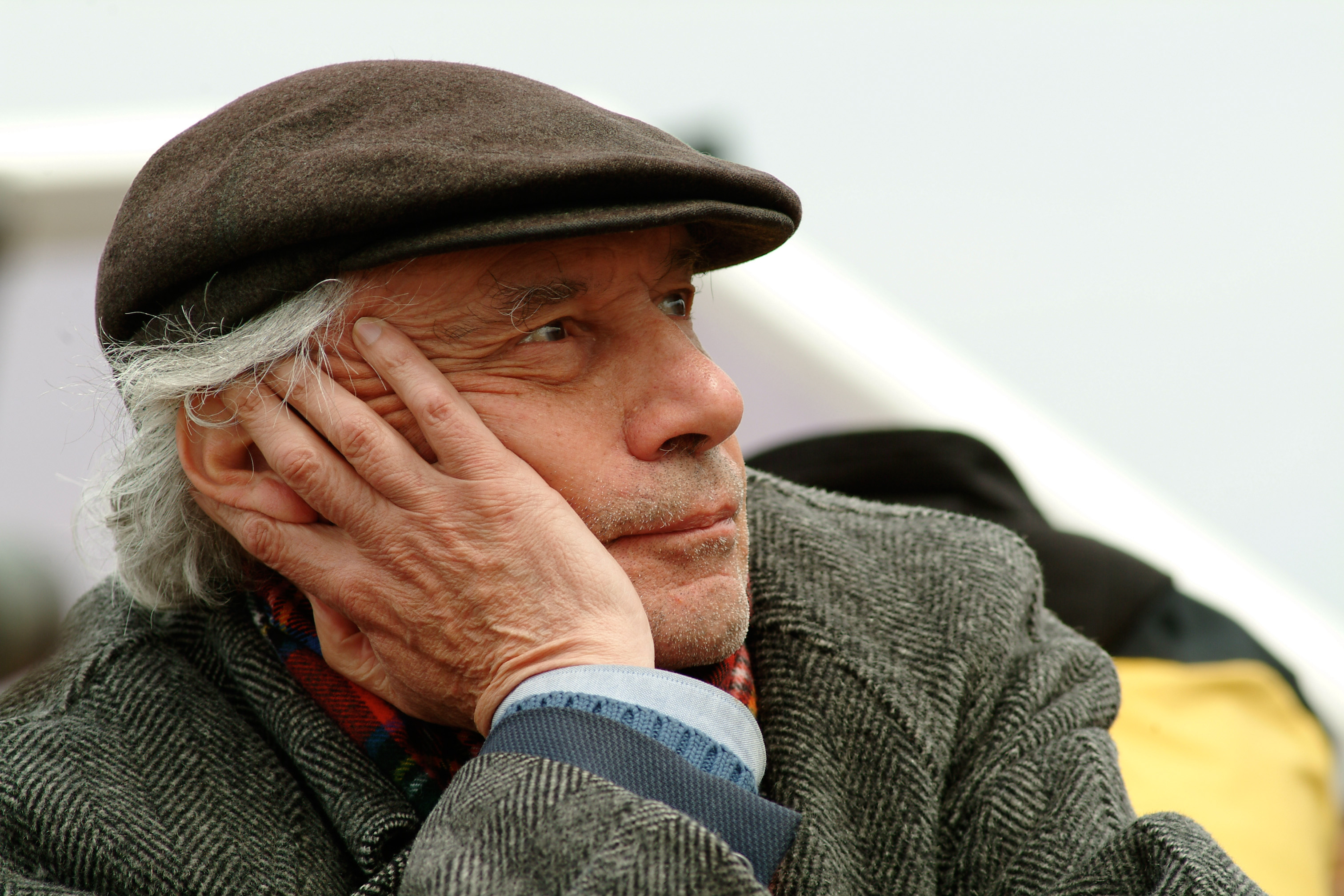
Ж. Ріветт у 2006 році

Жак Ріветт один з небагатьох продовжував наслідувати принципи нової хвилі, відстоюючи і роблячи авторське кіно. Його фільми, за комерційними мірками, надзвичайно довгі за метражем і безсюжетні, майже цілком імпровізаційні. Він охоче розкривав умовність кіномистецтва (у свої фільми часто включав сцени з театральних вистав), що лише підкреслювало схильність режисера до сюрреалістичної фантастики у повсякденному, до гри і примушувало критиків, що пишуть про його кінематограф, згадувати імена Л. Керрола і Жана Кокто.
Серед фільмів, знятих Ріветтом, — «Черниця» (1966, за однойменним романом Дені Дідро), «Божевільна любов» (1968), «Селін і Жюлі зовсім забрехалися» (1974) і 13-годинний «Не торкайся до мене» (1971), одна з найдовших стрічок в історії кіно. Загалом фільмографія Жака Ріветта нараховує 32 поставлених ним стрічки.
Зазвичай працював з вузьким колом — трупою або компанією — акторів, куди входили Бюль Ож'є (зіграла в семи фільмах Ріветта), Жульєт Берто, Жан-П'єр Кальфон, Ермін Карагез, Сандрін Боннер, Еммануель Беар, Джейн Біркін.

## Особисте життя
У 2012 році кінокритик Давид Еренштейн написав у своєму блозі, що у Ріветта хвороба Альцгеймера.
Жак Ріветт пішов з життя 29 січня 2016 року в Парижі. Був похований на цвинтарі Монмартр 5 лютого 2016 року неподалік від могили Франсуа Трюффо.

Французький президент Франсуа Олланд назвав Ріветта одним з найбільших кінорежисерів, що вплинув на декілька поколінь.

## Фільмографія
Режисер
| Рік  | Українська назва                | Оригінальна назва              | Примітки                                               |
| ---- | ------------------------------- | ------------------------------ | ------------------------------------------------------ |
| 1960 | Париж належить нам              | Paris nous appartient          |                                                        |
| 1966 | Черниця                         | La religieuse                  | за однойменним романом Дені Дідро                      |
| 1968 | Божевільна любов                | L'Amour fou                    |                                                        |
| 1971 | Вихід 1: Сором'язлива           | Out 1: Noli me tangere         | 13-годинний фільм, один з найдовших в історії кіно     |
| 1974 | Селін і Жулі зовсім забрехалися | Céline et Julie vont en bateau |                                                        |
| 1976 | Дуель                           | Duelle (une quarantaine)       |                                                        |
| 1976 | Північний вітер                 | Noroît                         |                                                        |
| 1978 | Карусель                        | Merry-Go-Round                 |                                                        |
| 1981 | Північний міст                  | Le Pont du Nord                |                                                        |
| 1984 | Кохання на траві                | L'Amour par terre              |                                                        |
| 1985 | Грозовий перевал                | Hurlevent                      | за романом Емілі Бронте «Грозовой перевал»             |
| 1988 | Банда чотирьох                  | La Bande des quatre            |                                                        |
| 1991 | Чарівна пустунка                | La Belle Noiseuse              |                                                        |
| 1994 | Жанна-діва                      | Jeanne la Pucelle              |                                                        |
| 1995 | Верх, низ, крихко               | Haut bas fragile               |                                                        |
| 1997 | Таємний захист                  | Secret défense                 |                                                        |
| 2001 | Хто знає                        | Va savoir                      | за мотивами п'єси Луїджі Піранделло «Як ти мене хочеш» |
| 2003 | Історія Марі і Жульєна          | Histoire de Marie et Julien    |                                                        |
| 2007 | Не чіпай сокиру                 | Ne touchez pas la hache        | за новелою Бальзака «Герцогиня де Ланже»               |
| 2009 | 36 видів з піку Сен-Лу          | 36 vues du Pic Saint Loup      |                                                        |

## Визнання
| Нагороди та номінації Жака Ріветта      | Нагороди та номінації Жака Ріветта                        | Нагороди та номінації Жака Ріветта                        | Нагороди та номінації Жака Ріветта |
| Рік                                     | Категорія                                                 | Фільм                                                     | Результат                          |
| --------------------------------------- | --------------------------------------------------------- | --------------------------------------------------------- | ---------------------------------- |
| Британський інститут кінематографії     |                                                           |                                                           |                                    |
| 1962                                    | Сазерленд Трофі                                           | Париж належить нам                                        | Перемога                           |
| 1969                                    | Сазерленд Трофі                                           | Божевільна любов                                          | Перемога                           |
| Каннський міжнародний кінофестиваль     |                                                           |                                                           |                                    |
| 1966                                    | Золота пальмова гілка                                     | Черниця                                                   | Номінація                          |
| 1991                                    | Золота пальмова гілка                                     | Чарівна пустунка                                          | Номінація                          |
| 1991                                    | Гран-прі журі                                             | Чарівна пустунка                                          | Перемога                           |
| 1991                                    | Приз екуменічного журі                                    | Чарівна пустунка                                          | Перемога                           |
| 2001                                    | Золота пальмова гілка                                     | Хто знає                                                  | Номінація                          |
| Міжнародний кінофестиваль у Локарно     |                                                           |                                                           |                                    |
| 1974                                    | Спеціальний приз журі                                     | Селін і Жулі зовсім забрехалися                           | Перемога                           |
| 1991                                    | Леопард пошани за внесок у кіномистецтво                  | Леопард пошани за внесок у кіномистецтво                  | Перемога                           |
| Венеційський міжнародний кінофестиваль  |                                                           |                                                           |                                    |
| 1984                                    | Золотий лев                                               | Кохання на траві                                          | Номінація                          |
| 2009                                    | Золотий лев                                               | 36 видів з піку Сен-Лу                                    | Номінація                          |
| Асоціація кінокритиків Лос-Анджелеса    |                                                           |                                                           |                                    |
| 1991                                    | Найкращий іноземний фільм                                 | Чарівна пустунка                                          | Перемога                           |
| 1992                                    | Приз товариства драматичних авторів і композиторів (SACD) | Приз товариства драматичних авторів і композиторів (SACD) | Перемога                           |
| Премія «Сезар»                          |                                                           |                                                           |                                    |
| 1992                                    | Найкращий фільм                                           | Чарівна пустунка                                          | Номінація                          |
| 1992                                    | Найкращий режисер                                         | Чарівна пустунка                                          | Номінація                          |
| Синдикат французьких кінокритиків       |                                                           |                                                           |                                    |
| 1992                                    | Приз за найкращий фільм                                   | Чарівна пустунка                                          | Перемога                           |
| Премія Кінема Дзюмпо                    |                                                           |                                                           |                                    |
| 1992                                    | Найкращий іноземний фільм                                 | Чарівна пустунка                                          | Перемога                           |
| Міжнародний кінофестиваль у Вальядоліді |                                                           |                                                           |                                    |
| 2001                                    | Гран-прі Золотий колос                                    | Хто знає                                                  | Номінація                          |
| 2001                                    | Спеціальний приз журі                                     | Хто знає                                                  | Перемога                           |